# Бородинское сельское поселение (Краснодарский край)
Бородинское сельское поселение — муниципальное образование, входившее в состав упразднённого Приморско-Ахтарского района Краснодарского края России. 
В рамках административно-территориального устройства Краснодарского края ему соответствует Бородинский сельский округ.
Административный центр — станица Бородинская.
В рамках административно-муниципальной реформы сельское поселение было упразднено путем объединения с другими муниципальными образованиями, входившими в состав Приморско-Ахтарского района.

## Население
| 2010  | 2012  | 2013  | 2014  | 2015  | 2016  | 2017  |
| ----- | ----- | ----- | ----- | ----- | ----- | ----- |
| 2272  | ↘2252 | ↘2215 | ↘2187 | ↘2183 | ↘2174 | ↗2184 |
| 2018  | 2019  | 2020  | 2021  | 2023  |       |       |
| ↘2168 | ↗2170 | ↘2130 | ↗2131 | ↘2115 |       |       |

## Населённые пункты
В состав сельского поселения (сельского округа) входили 2 населённых пункта:
| № | Населённый пункт | Тип населённого пункта | Население (чел.) |
| - | ---------------- | ---------------------- | ---------------- |
| 1 | Бородинская      | станица                | ↗1786            |
| 2 | Морозовский      | хутор                  | ↘486             |

## См.также
- Административное деление Краснодарского края